# STS-61-A
STS-61-A (ang. Space Transportation System) – dziewiąta misja wahadłowca kosmicznego Challenger i dwudziesta druga programu lotów wahadłowców.

## Załoga
źródlo dla sekcji: 
- Henry Hartsfield (3)*, dowódca (CDR)
- Steven Nagel (2), pilot (PLT)
- Bonnie Dunbar (1), specjalista misji 1 (MS2)
- James Buchli (2), specjalista misji 2 (MS1)
- Guion Bluford (2), specjalista misji 3 (MS3)
- Reinhard Furrer (1), specjalista ładunku 1 (PS1) (Niemcy)
- Ernst Messerschmid (1), specjalista ładunku 2 (PS2) (Niemcy)
- Wubbo Ockels (1), specjalista ładunku 3 (PS3), ESA (Holandia)

### Załoga rezerwowa
- Ulf Merbold (2), specjalista ładunku

* (liczba w nawiasie oznacza liczbę lotów odbytych przez każdego z astronautów)

## Parametry misji
źródło dla sekcji: 
- Masa: 
  - startowa orbitera: 110 568 kg
  - lądującego orbitera: 97 144 kg
  - ładunku: 14 451 kg
- Perygeum: 319 km
- Apogeum: 331 km
- Inklinacja: 57,0°
- Okres orbitalny: 91,0 min

## Cel misji
Misja naukowa z laboratorium Spacelab-D1 („D” jak Deutschland), po raz pierwszy i ostatni w historii startowała ośmioosobowa załoga statku kosmicznego.

## Przebieg misji
źródło
Wyprawa poświęcona była pobytowi w przestrzeni kosmicznej laboratorium Spacelab. W tym locie laboratorium znalazło się na orbicie po raz czwarty i miało postać długiego pomieszczenia ciśnieniowego, połączonego tunelem z kabiną Challengera. Wyprawę zrealizowano na zamówienie Republiki Federalnej Niemiec, która dostarczyła 76 różnorodnych zestawów aparatury badawczej i naukowej. Z tego względu przedsięwzięcie oznaczono Spacelab D-1, a przebieg doświadczeń nadzorowano nie z Houston, a z Niemieckiej Agencji Kosmicznej w Oberpfaffenhofen koło Monachium w RFN.

W locie uczestniczyła rekordowo liczna, ośmioosobowa załoga. Tygodniowy lot rozpoczął się 30 października 1985 roku startem z Przylądka Canaveral na Florydzie, zakończył zaś 6 listopada w kalifornijskiej bazie im. Edwardsa na początku 112. okrążenia Ziemi.

Wyposażenie naukowe służyło do doświadczeń dotyczących przetwarzania materiałów, biologii, medycyny i nawigacji. Doświadczenia materiałowe prowadzono za pomocą dwóch pieców. Doświadczenia biologiczne wykonywano za pomocą zestawu Bio-Rack. Dotyczyły wpływu nieważkości na właściwości limfocytów warunkujących odporność organizmów na choroby. Badano zmysł równowagi, który sprawia kłopoty większości ludzi odbywających loty kosmiczne.

Lot STS-61-A wykorzystano dodatkowo do umieszczenia na orbicie małego, o masie 70 kg, amerykańskiego satelity łącznościowego GLOMR o zastosowaniu policyjnym (walka z przemytem) i wojskowym.

Lądowanie Challengera wiązało się z próbą nowego podwozia – z zamocowaną obrotowo i kierowaną przednią środkową sekcją. W podwoziach dawnego typu sekcja ta była nieruchoma. Dowódca promu po przyziemieniu z prędkością 320 km/h z powodzeniem manewrował dobiegiem. Wahadłowiec o masie około 100 ton na skutek ruchów przedniej sekcji podwozia zbaczał 6 m od linii środkowej pasa lotniskowego i powracał na nią posłusznie.

Do rangi symbolu urasta fakt, że start wahadłowca obserwował sędziwy niemiecki pionier astronautyki, Hermann Oberth oraz że była to ostatnia zakończona powodzeniem misja orbitera przed jego zniszczeniem w katastrofie podczas startu misji STS-51-L.